# House Flipper
House Flipper este un joc de simulare dezvoltat de Empyrean și publicat de PlayWay SA.  A fost lansat pe 17 mai 2018.

## Gameplay
Jocul implică repararea proprietăților pentru a crea un profit. Sarcinile care pot fi efectuate includ vopsirea, așezarea faianței, curățarea și demolarea. Jucătorii își pot repara și personaliza propriile case și pot cumpăra case pentru a le repara și vinde.

## Recepţie
House Flipper a primit „recenzii mixte sau medii”, conform agregatorului de recenzii Metacritic, cu mai mulți recenzori care au comentat că amenajarea caselor este satisfăcătoare în timp ce pune la îndoială capacitatea de joc pe termen lung. Kotaku a revizuit jocul, afirmând că le-a fost satisfăcător să amenajeze case care sunt „deseori extrem de mizerabile sau urâte” și că „Manifestarea viziunii tale despre o casă decentă și vândută pe aceste grămezi de gunoi se simte uimitor - mai ales pentru că se întâmplă pe o astfel de scară granulară. "  Game Informer a fost mai amestecat, scriind că „Repararea primelor tale cazuri este distractivă, dar jocul nu are scopul sau flexibilitatea de a rămâne interesant mult timp”.  PC Gamer a fost critic, afirmând că „există o satisfacție clară în a lua o cameră mizerabilă și a face-o să arate frumos și este destul de mișto că poți doborî (și reconstrui) pereții, dar pur și simplu nu găsesc actul de încet și pictând mecanic și curățând, mai ales cu știința că casa mea reală ar putea face cu puțin din asta. "  A devenit un bestseller pe Steam.   

### Premii
Jocul a fost nominalizat pentru „Joc, Simulare” la Premiile Academiei Naționale a Comerțului cu Jocuri Video.  House Flipper a primit, de asemenea, Poznań Game Arena Cel mai bun joc polonez independent din 2018. 

## Conținut descărcabil
Împreună cu jocul de bază, pe 17 mai 2018, a fost lansat un DLC gratuit Apocalypse Flipper. Jucătorul primește mai multe obiecte și 5 proprietăți noi care pot fi cumpărate.
Pe 16 mai 2019, a fost lansat DLC-ul Garden Flipper. Acest lucru permite jucătorului să facă renovări în grădinile proprietăților. Jucătorul poate participa apoi la competițiile de grădină în care munca lor va fi evaluată și va primi un scor. Proprietatea poate fi apoi vândută la un preț mai mare, în funcție de scorul obținut.
Pe 14 mai 2020, HGTV DLC a fost lansat. Acest DLC conține noi locuri de muncă, articole, mecanici de joc și proprietăți care pot fi cumpărate. 